# Molophilus tergospinosus
Molophilus tergospinosus är en tvåvingeart som beskrevs av Alexander 1967. Molophilus tergospinosus ingår i släktet Molophilus och familjen småharkrankar. Inga underarter finns listade i Catalogue of Life.